# Gruppe Agricola
Gruppe Agricola was een Duitse ad hoc eenheid van de Wehrmacht tijdens de Tweede Wereldoorlog aan het oostfront.

## Geschiedenis
Gruppe Agricola werd gevormd zuidwestelijk van Pinsk tussen 21 en 25 maart 1944 onder Generalleutnant Kurt Agricola, Kommandant rückwärtiges Armeegebiet 580 (Korück 580). De ad hoc eenheid werd gevormd om de noordoever van de rivier de Pripjat te verdedigen tegen oprukkende Sovjettroepen in hun Polesisch Offensief. De reeds aanwezige troepen waren de Kavallerie-Regimenten Mitte en Süd. Al snel werd ook de Korps-Abteilung E daarheen verplaatst. En door het omvormen van Kavallerie-Regiment Mitte naar de 3e Kavallerie-Brigade, was ook die eenheid onder bevel vanaf eind maart 1944.
Tussen 18 en 22 april 1944 werd de Gruppe Agricola weer opgeheven en de frontsector werd overgenomen door het 20e Legerkorps. De bevelvoerende generaal nam zijn hoofdtaak, Korück 580, weer op zich.

## Bovenliggende bevelslagen
| Leger    | Legergroep         | Plaats/regio | Begin                      | Eind                       |
| -------- | ------------------ | ------------ | -------------------------- | -------------------------- |
| 2. Armee | Heeresgruppe Mitte | Pripjet      | tussen 21 en 25 maart 1944 | tussen 18 en 22 april 1944 |

## Commandanten
| Rang            | Naam          | Begin                      | Eind                       |
| --------------- | ------------- | -------------------------- | -------------------------- |
| Generalleutnant | Kurt Agricola | tussen 21 en 25 maart 1944 | tussen 18 en 22 april 1944 |